# Государственный комитет Совета Министров СССР по оборонной технике
Государственный комитет Совета Министров СССР по оборонной технике  (ГКОТ СССР) — орган государственного управления СССР, проводивший государственную политику в сфере оборонной техники.

## История
Образован в 1957 году Указом Президиума Верховного Совета СССР, утвержденным Законом СССР от 25.12.1958
«Об утверждении Указов Президиума Верховного Совета СССР о преобразовании и упразднении Министерств СССР, об образовании Государственных комитетов Совета Министров СССР и о внесении изменений и дополнений в статьи 70, 77 и 78 Конституции (Основного Закона) СССР».
Ликвидирован в 1963 году. В том же году был создан Государственный комитет по оборонной технике СССР.

### Советская космическая программа
Государственный комитет играл важную роль в поддержке советской космической программы. Планирование и организация космических полетов практически было ключевой функцией во время его короткого существования. Важными являлись приказы ГКОТ, до недавнего времени бывшие недоступными для широкого круга читателей, например, Приказ ГКОТ № 242 «О результатах запуска космического корабля „Восток“ с человеком на борту». В подчинении у ГКОТ были многие научно-исследовательские институт и конструкторские бюро, в том числе ОКБ-1.
Постановление ЦК КПСС и Совета Министров СССР за номером 1388–618 "О развитии исследований по космическому пространству" от 10 декабря 1959 года определило основные направления исследования космоса до конца 1960-х годов.
На комитет было возложено проведение проектных, опытно-конструкторских и научно-исследовательских работ по созданию объекта «Восток» и подготовить к пуску первый экспериментальный объект, в частности создание ракет и объектов (ОКБ-1), создание двигателей ракет (ОКБ-456), создание тормозной двигательной установки (ОКБ-2).

## Задачи
На Государственный комитет Совета Министров СССР по оборонной технике была возложена ответственность за работы по созданию и внедрению в производство баллистических, тактических и танковых ракет, средств противоракетной обороны и систем управления для них, стрелково-пушечного вооружения, боеприпасов, бронетанковой техники и оптики.
Задачи:
1) определение на основе требований Министерства обороны СССР основных направлений в области создания новых образцов ракетной и реактивной техники, а также других видов военной и специальной техники с целью обеспечения превосходства отечественной техники над зарубежной;
2) руководство всеми научно-исследовательскими и опытно-конструкторскими организациями и предприятиями;
3) разработка новых видов военной и специальной техники, развитие научно-исследовательских работ, планирование научно-исследовательских, опытно-конструкторских работ и опытного производства по организациям и предприятиям как находящимся в ведении комитетов, а также совместно с совнархозами по предприятиям и организациям (ОКБ и Специальные КБ), находящимся в ведении совнархозов;
4) внедрение совместно с совнархозами в серийное производство новых образцов военной и специальной техники, высокопроизводительной и совершенной технологии, обеспечивающей производство изделий техники высокого качества;
5) принятие совместно с совнархозами необходимых мер по устранению дефектов и недостатков, выявляемых в процессе эксплуатации военной техники в частях Советской Армии, по согласованию с Министерством обороны СССР;
6) участие в разработке контрольных цифр поставок военной техники, подлежащей включению в текущие и перспективные планы развития народного хозяйства.

## Структура

### Председатели ГКОТ СССР
Председатели ГКОТ СССР являлись заместителями Председателя Совета Министров СССР
- 1957—1958 — Домрачёв, Александр Васильевич
- 1958—1961 — Руднев, Константин Николаевич
- 1961—1963 — Смирнов, Леонид Васильевич
- 1963—1965 — Зверев, Сергей Алексеевич[7]